# Carl Teike
Carl Albert Hermann Teike (Stettin, Pomerania, Alemania, 5 de febrero de 1864-Landsberg an der Warthe, Alemania, 28 de mayo de 1922) fue un compositor, policía y militar alemán. Escribió más de 100 marchas militares y veinte obras de concierto.
Es autor de la famosa marcha Alte Kameraden.

## Biografía
Hijo de un herrero, Teike era el cuarto de 14 hijos en su familia. Comenzó a estudiar música cuando tenía 14 años, tocando una variedad de instrumentos. Cuando tenía 19 años, se alistó al ejército de Wurtemberg como músico en el 123.º Regimiento" König Karl". Estaba estacionado en la ciudad de Ulm en Suabia, donde tocaba la trompa y la percusión para las orquestas de los teatros locales. 
Teike comenzó a escribir marchas militares, entre ellas una que en 1889 que se llamaría Alte Kameraden ("Viejos Camaradas"). Ante la desaprobación de su maestro de banda por esa composición, Teike salió del ejército. Un editor le compró la canción por veinte marcos de oro alemanes y un ganso. Alte Kameraden ha llegado a ser una de las marchas más populares y famosas del mundo. 
Teike se hizo oficial de policía en Ulm y se casó con la hija de su casero. Se mudaron a Potsdam, Brandeburgo en 1895, donde continuó trabajando como oficial de policía hasta que una enfermedad le obligó a renunciar en 1908. Finalmente trabajó como empleado postal en Landsberg an der Warthe en el este de Brandeburgo, donde murió en 1922.

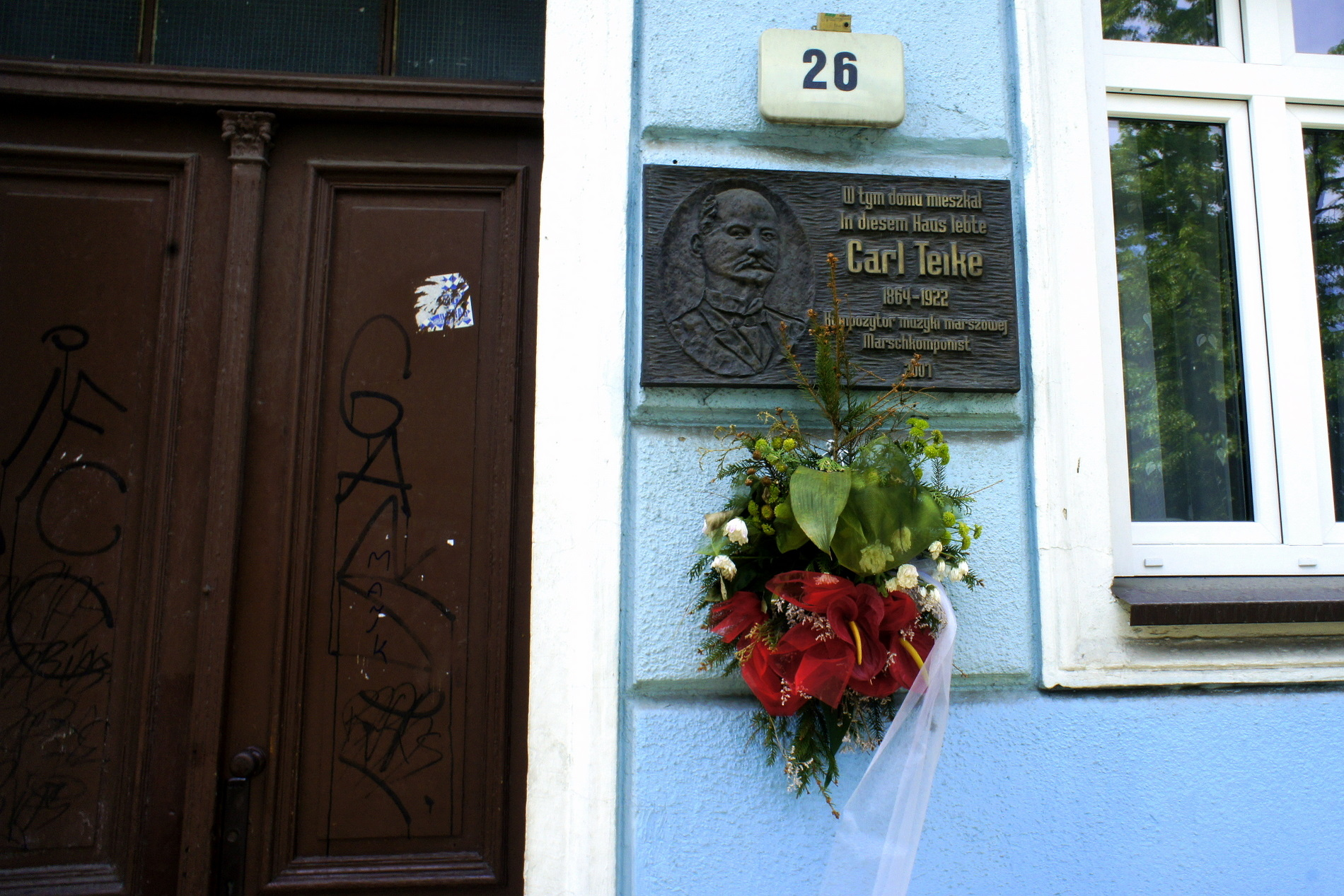
Placa conmemorativa de Carl Teike.

Desde 2007, una placa en su antiguo domicilio en lo que ahora es Gorzów Wielkopolski ha conmemorado al compositor.

## Composiciones
- Internationaler Marsch
- Jugend heraus
- Frisch gewagt
- Schneidige Attacke
- Froher Wanderer
- Wieder daheim
- Sorgenbrecher
- Fürchte nichts!
- Kopf hoch
- In Freud und Leid
- Schneidig an der Tete
- Die Alte Garde
- Regimentskameraden
- Unter Waffengefährten
- Observiermarsch
- Kaiser-Parole
- Kronprinz
- Hohenstaufen-Marsch
- Hoch Braunschweig
- Ein Hoch der Aviatik
- Die Welt in Waffen
- Friedensbanner
- Gruss an Potsdam
- Alte Kameraden
- Borussia
- Graf Zeppelin
- Frisch auf
- Jung Deutschland
- Bruderherz
- In Freundschaft und Treue
- Mit vollen Segeln
- Auf Gut Glück
- In Treue fest
- Prinz Albrecht
- Prinz Wilhelm
- Der Kaiser kommt
- Heil Potsdam
- Treue um Treue
- Fahnenjunker
- Kameradentreue
- Vor die Front
- Aus allen Deutschen Gauen
- Neue Kameraden
- Für Thron und Reich
- Friedensfeier
- Neue Zeiten
- Festmarsch
- Treue Deutsch
- Hansa Marsch
- Fahrengruss
- Deutsche Art
- Allen voran
- Am Oderstrand
- An Bord
- An die See
- Aus Vaterland
- Bahn frei
- Blaue Polizei
- Der Fahne nach
- Der Sieg
- Die Freiheit kommt
- Durchhalten
- Ein Hoch dem Sport
- Fahneweihe
- Fortunamarsch
- Geschwindmarsch
- Gewagt, Gewonnen
- Heil Deutschland
- Heldengruß
- Helgolandmarsch
- Hoch soll er Leben
- Hinter dem Schillenbaum
- Im Feuer
- Immer fesch
- In die Ferne
- Junge Kameraden
- Kameraden
- Kampfbereit
- Krieg und Sieg
- Mit Mut und Kraft
- Mit Vereinten Kräften
- Nord und Süd
- Nur am Rhein
- Ohne Furcht und Tadel
- Prinz-Hermann-Marsch
- Reiterattacke
- Schillerfest
- Schlecht und Recht
- Schützenmarsch
- Treu dem Kaiser
- Unverzagt
- Wieder Daheim

### En alemán
- Urban Bacher: Deutsche Marschmusik. Hartung-Gorre, Konstanz 2013, ISBN 978-3-86628-457-9, S. 137–140; 2. Auflage 2019, S. 259–262.
- Waldemar Diedrich: Frag mich nach Pommern. Über 1000 Antworten von A–Z. Rautenberg, Leer 1988, ISBN 3-7921-0352-4, S. 215.
- Fritz Mielke: Carl Teike. In: Stettiner Bürgerbrief. Nr. 8, 1982, ISSN 1619-6201, S. 20–21.